# Péta
Péta är en kommunhuvudort i Grekland.   Den ligger i prefekturen Nomós Ártas och regionen Epirus, i den centrala delen av landet, 270 km nordväst om huvudstaden Aten. Péta ligger 175 meter över havet och antalet invånare är 1 952. Den ligger vid sjön Techníti Límni Aráchthou.
Terrängen runt Péta är kuperad åt nordost, men åt sydväst är den platt.Runt Péta är det ganska glesbefolkat, med 38 invånare per kvadratkilometer. Närmaste större samhälle är Arta, 4,3 km väster om Péta. == Kommentarer ==
1. ↑  Framräknat ur höjduppgifter (DEM 3") från Viewfinder Panoramas.[2] Mer om algoritmen finns här: Användare:Lsjbot/Algoritmer.
2. ↑  Framräknat ur variansen i alla höjduppgifter (DEM 3") från Viewfinder Panoramas, inom 10 km radie.[2] Mer om algoritmen finns här: Användare:Lsjbot/Algoritmer.